# スタニスラス (歌手)
スタニスラス（フランス語: Stanislas、1972年5月29日 - ）は、フランスの歌手。

## 生い立ち
1972年5月29日、フランスのセーヌ＝エ＝マルヌ県・フォンテーヌブローに生まれる。

## ディスコグラフィー

### アルバム
- 『L'Équilibre instable』（2007年）
- 『Les Carnets de la vigie』（2010年）
- 『Top Hat (hommage à Fred Astaire)』（2011年）
- 『Ma solitude』（2014年）

### シングル
- 「Le Manège」（2007年）
- 「La Belle de mai」（2008年）
- 「La Débâcle des sentiments」（2008年）
- 「Les Lignes de ma main」（2009年）
- 「Fou d'elle」（2010年）
- 「Tu verras en France」（2010年）
- 「Ma solitude」（2014年）[2]
- 「Là où le ciel rejoint la terre」（2014年）
- 「La vie des autres」（2024年）